# Парду, Кип
Кип Парду (англ. Kip Pardue) — американский актёр кино и телевидения.

## Ранняя жизнь
Получил высшее образование в Йельском университете, где играл в футбольной команде Yale Bulldogs.

## Карьера
В 2001 году Armani Exchange называл его восходящей звездой Голливуда. В том же году должен был сниматься в фильме «Стеклянный дом» в качестве бойфренда героини Лили Собески, но все сцены с его участием были вырезаны.
С 2017 по 2018 снимался в роли Фрэнка Дина, отца одной из главных героинь, в сериале «Беглецы» по мотивам комиксов «Marvel».

## Проблемы с законом
В 2018 году, на волне обвинений в сексуальных домогательствах, малоизвестная актриса Сара Скотт подала в суд на Кипа Парду за домогательства.

## Фильмография
| Год       |   | Русское название     | Оригинальное название                   | Роль                 |
| --------- | - | -------------------- | --------------------------------------- | -------------------- |
| 1999      | ф | Неисправимые         | But I'm a Cheerleader                   | Клэйтон Данн         |
| 2000      | ф | Вспоминая Титанов    | Remember the Titans                     | Ронни «Саншайн» Басс |
| 2001      | ф | Гонщик               | Driven                                  | Джимми Блай          |
| 2002      | ф | Правила секса        | The Rules of Attraction                 | Виктор Джонсон       |
| 2003      | ф | Тринадцать           | Thirteen                                | Люк                  |
| 2003      | ф | Дьявольский остров   | Devil's Pond                            | Митч                 |
| 2004      | ф | Цыпочки              | The Heart Is Deceitful Above All Things | Лютер                |
| 2004      | ф | Вымышленные герои    | Imaginary Heroes                        | Мэтт Трэвис          |
| 2005      | ф | Морские черепахи     | Loggerheads                             | Марк Остин           |
| 2005      | ф | Неразгаданное        | Undiscovered                            | Юэн Фэлкон           |
| 2006—2007 | с | Скорая помощь        | ER                                      | медбрат Бен Паркер   |
| 2007      | ф | Кудесник крови       | The Wizard of Gore                      | Эдмунд Бигелоу       |
| 2008      | ф | Поезд дальше не идёт | Stag Night                              | Майк                 |
| 2011      | ф | Хостел 3             | Hostel: Part III                        | Картер               |
| 2016      | ф | Американская басня   | American Fable                          | Эйб                  |
| 2017—2018 | с | Беглецы              | Runaways                                | Фрэнк Дин            |